# San Miguel (Bulacan)
San Miguel  is een gemeente in de Filipijnse provincie Bulacan op het eiland Luzon. Bij de laatste census in 2007 had de gemeente bijna 139 duizend inwoners.

## Geografie

### Bestuurlijke indeling
San Miguel is onderverdeeld in de volgende 49 barangays:
| - Bagong Pag-asa - Bagong Silang - Balaong - Balite - Bantog - Bardias - Baritan - Batasan Bata - Batasan Matanda - Biak-na-Bato - Biclat - Buga - Buliran - Bulualto - Calumpang - Cambio - Camias | - Ilog-Bulo - King Kabayo - Labne - Lambakin - Magmarale - Malibay - Maligaya - Mandile - Masalipit - Pacalag - Paliwasan - Partida - Pinambaran - Poblacion - Pulong Bayabas - Pulong Duhat | - Sacdalan - Salacot - Salangan - San Agustin - San Jose - San Juan - San Vicente - Santa Ines - Santa Lucia - Santa Rita Bata - Santa Rita Matanda - Sapang - Sibul - Tartaro - Tibagan - Tigpalas |

## Demografie
San Miguel had bij de census van 2007 een inwoneraantal van 138.839 mensen. Dit zijn 15.015 mensen (12,1%) meer dan bij de vorige census van 2000. De gemiddelde jaarlijkse groei komt daarmee uit op 1,59%, hetgeen lager is dan het landelijk jaarlijks gemiddelde over deze periode (2,04%). Vergeleken met de census van 1995 is het aantal mensen met 30.692 (28,4%) toegenomen.

De bevolkingsdichtheid van San Miguel was ten tijde van de laatste census, met 138.839 inwoners op 231,4 km², 467,4 mensen per km².

## Geboren in San Miguel
- Narcisa de Leon (29 oktober 1877), filmproducent (overleden 1966);
- Francisco Buencamino (5 november 1883), componist (overleden 1952);
- Nicanor Abelardo (7 februari 1893), componist (overleden 1934);
- Carlos Santos-Viola (8 april 1912), architect (overleden 1994).